# Velké Los Angeles
Velké Los Angeles (anglicky Greater Los Angeles) je metropolitní oblast a megaměsto v americkém státě Kalifornie. Je tvořena pěti okresy: Ventura County, San Bernardino County, Riverside County, Orange County a Los Angeles County. Se svou rozlohou 87 940 km² se jedná o největší metropolitní oblast ve Spojených státech amerických. S odhadovaným počtem obyvatel kolem 18,3 milionu se jedná o druhou nejlidnatější metropolitní oblast v zemi hned po Newyorské.
Velké Los Angeles je jedno z nejvýznamnějších světových center kultury, vědy, technologií, mezinárodního obchodu, sportu a vzdělání. Podle nominálního HDP dosahujícího 1,3 bilionu amerických dolarů jde o metropolitní oblast s třetí největší ekonomikou na světě hned po Newyorské metropolitní oblasti a Velkém Tokiu.

## Doprava
Na území Velkého Los Angeles se nachází několik dálnic celostátního významu:
- Interstate 5 – vede od mexické ke kanadské hranici
- Interstate 10 – spojuje Kalifornii s Floridou
- Interstate 15 – začíná v San Diegu a pokračuje přes Las Vegas a Salt Lake City ke kanadským hranicím
- Interstate 40 – spojuje Kalifornii se Severní Karolínou

Metropolitní oblast je obsluhována mezinárodním letištěm Los Angeles, které je jedním z největších na světě. Dalšími významnými letišti v oblasti jsou:
- mezinárodní letiště Ontario (Ontario)
- letiště Johna Waynea (Santa Ana)
- letiště Hollywood Burbank (Burbank)
- letiště Long Beach (Long Beach)